# Epsilon Cassiopeiae
Pour les articles homonymes, voir Epsilon (homonymie).
Désignations
Epsilon Cassiopeiae (ε Cas / ε Cassiopeiae) est une étoile de la constellation de Cassiopée située à environ 143 pc (∼466 al) de la Terre. Elle porte le nom traditionnel Segin, officialisé par l'Union Astronomique Internationale le 5 septembre 2017. En astronomie chinoise, cette étoile fait partie de l'astérisme Gedao, représentant une route escarpée traversant un territoire montagneux. Sa magnitude apparente est de +3,38.
Epsilon Cassiopeiae est une étoile bleu-blanc de la séquence principale de type spectral B3Vp sh, avec la notation « sh » qui indique qu'il s'agit d'une étoile à enveloppe. Son spectre possède des raies de l'hydrogène étroite et intenses, ainsi que des raies de l'hélium étroites. Sa luminosité égale à 720 fois celle du Soleil. Il s'agit probablement d'une étoile variable de type SX Arietis, avec une variation de 0,02 magnitude.